# Harold Hopkins
Harold Hopkins, britanski fizik in akademik, * 6. december 1918, Leicester, † 22. oktober 1994.
Hopkins je deloval na področju optike.

## Nagrade
- Rumfordova medalja
- Listerjeva medalja